# Rodrigo Vasconcelos Oliveira
Rodrigo Vasconcelos Oliveira (Ituiutaba, 1994. február 11. –), ismert nevén Rodrigo, brazil labdarúgó, a Goiás középpályása.